# Alessio Orano
Alessio Orano (Verona, 2 agosto 1945) è un attore italiano, interprete di film horror e thriller nei primi anni settanta.

## Biografia
Nato nel 1945, esordisce nel 1970 nel film La moglie più bella diretto da Damiano Damiani nel ruolo del mafioso Vito Juvara. Sul set incontra la futura moglie, l'attrice Ornella Muti. Il matrimonio dura sette anni, dal 1975 al 1981. Nel 1970 interpreta con Jane Birkin il film Alba pagana di Ugo Liberatore. Nel 1971 è interprete di Il sole nella pelle, ancora una volta accanto a Ornella Muti e con Luigi Pistilli, e nel 1973 è protagonista del film Lisa e il diavolo di Mario Bava.
Per la televisione interpreta il ruolo di Gaspard Caderousse nella riduzione televisiva del romanzo Il conte di Montecristo di Alexandre Dumas, diretto nel 1975 da David Greene. Nel 1998 interpreta il ruolo di Aldo Benvenuti nella serie televisiva Incantesimo.

## Filmografia

### Cinema
- La moglie più bella, regia di Damiano Damiani (1970)
- Alba pagana (Delitto a Oxford) regia di Ugo Liberatore (1970)
- Il sole nella pelle, regia di Giorgio Stegani (1971)
- Esperienze prematrimoniali, regia di Pedro Masó (1972)
- Lisa e il diavolo, regia di Mario Bava (1972)
- Un hombre como los demás, regia di Pedro Masó (1974)
- La casa dell'esorcismo, regia di Mario Bava (1975)
- L'assassino è costretto ad uccidere ancora, regia di Luigi Cozzi (1975)
- Complicazioni nella notte, regia di Sandro Cecca (1992)

### Televisione
- All'ultimo minuto, episodio Scala reale, regia di Ruggero Deodato – serie TV (1973)
- Orlando furioso, regia di Luca Ronconi – miniserie TV (1974)
- Il conte di Montecristo, regia di David Greene – film TV (1975)
- Una devastante voglia di vincere – serie TV (1977)
- Testimone oculare, regia di Lamberto Bava – film TV (1989)
- Eurocops, regia di Gianni Lepre – serie TV, episodio La Sfida (1992)
- Incantesimo – serie TV (1998)